# Переменная типа PV Телескопа
Переменные типа PV Телескопа, (PVTEL). Гелиевые сверхгиганты спектрального класса Bp, характеризующиеся слабыми линиями водорода, усиленными линиями гелия и углерода, пульсирующие с периодами от 0,1 до 1 дня или меняющие блеск с амплитудой около 0,1m на протяжении интервалов времени порядка года.
Спектральные линии водорода этих звезд слабее, чем для обычных звезд спектрального класса B, а линии гелия и углерода сильнее. Прототип этой категории звезда PV Телескопа (PV Tel), испытывает небольшие, но сложные изменения блеска и колебания радиальной скорости . Переменные типа PV Телескопа испытывают крайний дефицит водорода по сравнению с другими звёздами B-класса и различаются по изменению светимости на временных масштабах от нескольких часов до нескольких лет. Начиная с 2008 года, подтверждено существование четырнадцати переменных типа PV Телескопа, внесённых в Общий каталог переменных звёзд.
Переменные PV Telescopii подразделяются на три различных типа на основе спектрального класса: 
- тип I — звёзды класса A и позднего класса B;
- тип II — звёзды класса O и раннего класса B;
- тип III — звёзды класса F и G.

Звезды типа III всегда характеризуются большим количеством углерода и дефицитом водорода, в то время как звезды типа I и II не обязательно имеют избыток углерода. Горячие звёзды пульсируют быстрее, чем более холодные.

## Список переменных типа PV Телескопа
Данный список содержит избранные переменные типа PV Телескопа, которые представляет интерес для любительской или профессиональной астрономии. Если не указано иное, данные величины находятся в видимом диапазоне.
| Звезда           | Максимум видимой звёздной величины | Минимум видимой звёздной величины | Тип | Спектральный класс |
| ---------------- | ---------------------------------- | --------------------------------- | --- | ------------------ |
| Ипсилон Стрельца | 4.43                               | 4.65                              | I   | F2p                |
| HD 182040        | 6.95                               | 7.17                              | III | C...               |
| HM Весов         | 7.42                               | 7.63                              | III | C                  |
| KS Персея        | 7.60                               | 7.85                              | I   | A5Iap              |
| PV Телескопа     | 9.24                               | 9.40                              | I   | B5p                |
| BD +1 4381       | 9.47                               | 9.60                              | I   | F                  |
| CD -35 11760     | 9.62                               | 9.83                              | I   | B4Ibe              |
| HD 160641        | 9.78                               | 10.08                             | II  | sdOC9.5II-III_He40 |
| DN Льва          | 9.91                               | 10.00                             | II  | Bp                 |
| HD 124448        | 9.94                               | 10.03                             | II  | B3p                |
| NO Змеи          | 10.27                              | 10.39                             | I   | B                  |
| V1920 Лебедя     | 10.30                              | 10.41                             | I   | B2/3               |
| CPD -58 2721     | 10.40                              | 10.60                             | I   | B+...              |
| BD -9 4395       | 10.44                              | 10.63                             | II  | B                  |
| LS IV -1 2       | 10.95                              | 11.05                             | I   | OB+                |